# CKV Spirit
CKV Spirit is een Nederlandse korfbalvereniging uit Voorthuizen.

## Geschiedenis
De club is opgericht op 5 juni 1964. In eerste instantie was de club naamloos en werd de club aangeduid als naamloze korfbalvereniging Voorthuizen. Ongeveer 1 jaar na de oprichting werd voor de naam Spirit gekozen. De betekenis van de clubnaam is geestkracht. Op het moment van oprichting bestond er al een korfbalclub genaamd Spirit in Nederland, namelijk Spirit uit Vlaardingen. Om het verschil tussen deze clubs te duiden werd ofwel VO (Voorthuizen) of VI (Vlaardingen) toegevoegd. In 2015 fuseerde Spirit Vlaardingen met Oranje Nassau en werd de naam van de club veranderd naar Twist. Hierdoor is Spirit Voorthuizen sinds 2015 de enige club in Nederland die Spirit heet.
Jan van de Veen is de oprichter van de club. Hij was het die in 1964 het idee kreeg om een korfbalclub in Voorthuizen op te richten, aangezien dat nog ontbrak in Voorthuizen. In samenwerking met Aart den Besten nam hij contact op met de CKB (Christelijke korfbalbond) om een nieuwe club op te richten. 
In begin 2025 is het ledenaantal circa 450 leden. Hiermee is de club de grootste korfbalclub in de gemeente Barneveld.

## Niveau
Vanaf 2023 speelt Spirit in de veldcompetitie op het hoogste niveau van Nederland, namelijk de Ereklasse.